# Sidi Amar (Tipasa)
Sidi Amar è un comune dell'Algeria, situato nella provincia di Tipasa.